# All Japan Grand Touring Car Championship
All Japan Grand Touring Car Championship fue una competición de gran turismos que comenzó en 1993. Originalmente llamada como Zen Nihon GT Senshuken (全日本GT選手権?), generalmente conocida como JGTC, la serie pasó a llamarse Super GT en 2005. Fue la categoría de automóviles deportivos más importante de Japón.
La serie fue sancionada por la Federación Japonesa del Automóvil (JAF) y dirigida por la Asociación GT (GTA). Autobacs fue el patrocinador principal de la serie desde 1998.

## Historia
El JGTC (Campeonato Japonés de Gran Turismos) fue establecido en 1993 por la Federación Japonesa del Automóvil (JAF) a través de su empresa subsidiaria GTA (Asociación GT), en sustitución del extinto Campeonato Japonés de Sport Prototipos para el Grupo C y el Campeonato Japonés de Turismos para turismos del Grupo A, que en su lugar adoptaría la fórmula de superturismo. Con el objetivo de evitar el espiral de presupuestos y el dominio de un solo equipo en ambas series, el JGTC impuso límites estrictos a la potencia y fuertes penalizaciones a los ganadores de carreras en un objetivo declarado abiertamente de mantener la acción en la pista con énfasis en mantener contentos a los aficionados.

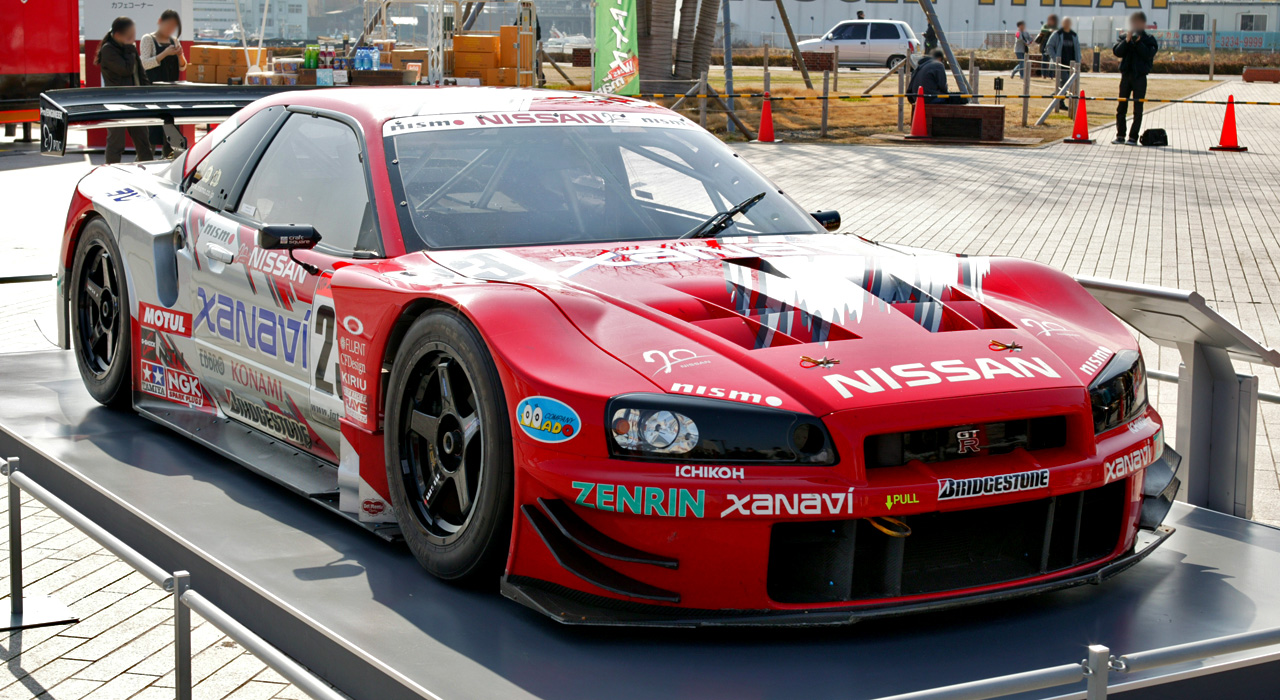
Nismo GT-R (R34) del equipo Xanavi usado en 2003.

En su primera temporada, la grilla consistió principalmente en automóviles Japan Super Sport Sedan, siendo los únicos automóviles JGTC genuinos un Nissan Skyline GT-R y un Nissan Silvia S13 de Nismo, de los cuales el GT-R era un automóvil Grupo A AWD modificado. Una excepción fue la primera carrera de la temporada, que también fue una carrera de exhibición del Campeonato IMSA GT y, por lo tanto, vio un contingente de autos GTS y GTU de la serie estadounidense unirse al campo. Los 1000 km de Suzuka también vieron una mayor variedad de competidores, con prototipos del Grupo C, autos de turismo del Grupo N y autos GT de Europa e IMSA que se unieron al campo.
Para la temporada siguiente, la serie se sometería a una revisión de reglas, creando una clase para la categoría GT1 de la FIA y otra para la categoría GT2. La serie JSS se disolvería por completo en la última categoría. Lo que hizo que la serie fuera más significativa fue que, en comparación con otras series de carreras, los equipos del JGTC en ese momento tenían la libertad de ingresar los autos que prefirieran, incluso si eran los automóviles JSS de la temporada inaugural o los pilotos de estructura espacial de la clase IMSA GTS. Sin embargo, los prototipos del Grupo C, aunque mostraban fácilmente una forma dominante, fueron excluidos de la serie a partir de 1995.
Al final de la temporada 1995, como el costo de obtener y operar un automóvil GT1 había aumentado drásticamente, el JGTC pasaría por otra revisión de las reglas para reducir los costos y evitar el destino de la serie JSPC que había reemplazado. Se adoptaron las regulaciones GT500 y GT300 recién formadas, que limitaron los automóviles con restrictores de aire según su peso y potencia. Si bien las regulaciones evolucionarían continuamente, las clases GT500 y GT300 continúan formando el nivel más alto de las carreras de autos deportivos japoneses en la actualidad.

## Automóviles
Los coches se dividen en dos grupos: GT300 y GT500. Los nombres de las categorías se derivan de su límite de potencia máximo tradicional; en los primeros años de la serie, los automóviles GT500 no tendrían más de 500 caballos de fuerza, y los de la GT300 alcanzarían un máximo de alrededor de 300 caballos de fuerza. Sin embargo, la generación actual de motores GT500 produce más de 600 caballos de fuerza. Mientras tanto, en el GT300 actual, el rango de caballos de fuerza varía de alrededor de 400 a poco más de 550 caballos de fuerza; sin embargo, los coches GT300 tienen mucha menos carga aerodinámica que sus contrapartes GT500.
En ambos grupos, el número del automóvil se asigna al equipo, en el que cada equipo puede elegir el número que desee, siempre que ningún otro equipo ya lo esté utilizando. El número asignado a cada equipo es permanente y solo puede cambiar de manos cuando el equipo sale de la serie. Además, solo los campeones del equipo defensor pueden usar el número 0 (para los campeones de GT300) y el 1 (para los campeones de GT500), aunque no es obligatorio que los campeones defensores usen esos números.
Para una fácil identificación, los coches GT500 tienen cubiertas de faros, calcomanías para parabrisas y paneles de números blancos, mientras que los GT300 tienen versiones amarillas de esos artículos.

### GT500
| Marca         | 1996         | 1997         | 1998         | 1999         | 2000         | 2001         | 2002         | 2003         | 2004    |
| ------------- | ------------ | ------------ | ------------ | ------------ | ------------ | ------------ | ------------ | ------------ | ------- |
| Nissan        | Skyline GT-R | Skyline GT-R | Skyline GT-R | Skyline GT-R | Skyline GT-R | Skyline GT-R | Skyline GT-R | Skyline GT-R | 350Z    |
| Nissan        | 300ZX        |              |              |              |              |              |              |              |         |
| Toyota        | Supra        | Supra        | Supra        | Supra        | Supra        | Supra        | Supra        | Supra        | Supra   |
| Honda         | NSX          | NSX          | NSX          | NSX          | NSX          | NSX          | NSX          | NSX          | NSX     |
| McLaren       | F1 GTR       |              |              | F1 GTR       | F1 GTR       | F1 GTR       | F1 GTR       | F1 GTR       |         |
| Porsche       | 911 GT2      | 911 GT2      | 911 GT2      |              |              |              |              |              |         |
| Lamborghini   | Diablo       | Diablo       | Diablo       | Diablo       | Diablo       | Diablo       | Diablo       | Diablo       | Diablo  |
| Lamborghini   |              |              |              |              |              |              |              | Murciélago   |         |
| Ferrari       | F40          |              |              |              |              |              |              |              | 550 GTS |
| BMW           | M3           |              |              |              |              |              |              |              |         |
| Dodge         |              |              |              | Viper        |              |              |              |              |         |
| Mirage        |              |              |              |              | GT1          |              |              |              |         |
| Mercedes-Benz |              |              |              |              |              |              | CLK          |              |         |
| Vemac         |              |              |              |              |              |              |              | 350R         | 408R    |

## Controversias

### Incidente de Fuji de 1998
El piloto japonés Tetsuya Ota se destaca por sobrevivir a un feroz choque de varios coches en el que estuvo involucrado durante una carrera del JGTC en Fuji Speedway el 3 de mayo de 1998. El accidente fue causado inicialmente por una pista sobresaturada. Luego, Ota hizo un hidroplaneo y abandonó la pista, lo que lo llevó directamente a un Porsche que se había estrellado. En el momento del accidente, la Ferrari que conducía Ota tenía la celda llena de combustible que se incendió por el impacto. El japonés resultó gravemente herido debido a quemaduras de tercer grado en un buen porcentaje de su cuerpo que podrían haberse evitado si la categoría en ese momento hubiera tenido suficiente respuesta de emergencia. Ota presentó una demanda contra el club de carreras más los organizadores por negligencia y ganó la suma de ¥90 million (US$800,000).

### Muerte de Shingo Tachi
Aunque actualmente no hay muertes durante una carrera de Super GT, Shingo Tachi, campeón de la clase GT300 de 1998, murió durante un accidente de prueba en el circuito Internacional de Okayama el 11 de marzo de 1999. El Toyota Supra GT500 de Tachi, perteneciente a Team LeMans, sufrió una falla técnica y no pudo frenar en la primera curva; Tachi se estrelló contra la contención de neumáticos a gran velocidad, sufriendo lesiones masivas en el pecho por el impacto y fue declarado muerto una hora después.

## Campeones
Masahiko Kageyama y Morio Nitta están empatados en el récord de más campeonatos de pilotos ganados en la clase GT1/GT300 con tres. Kageyama fue el primer piloto en ganar varios campeonatos, así como el primer bicampeón y tricampeón, todos ellos ganados consecutivamente.
| Año  | Clase | Campeonato de Pilotos                 | Campeonato de Pilotos   |                                | Campeonato de Equipos                 | Campeonato de Equipos |
| Año  | Clase | Piloto(s)                             | Automóvil               | Equipo                         | Automóvil                             |                       |
| ---- | ----- | ------------------------------------- | ----------------------- | ------------------------------ | ------------------------------------- | --------------------- |
| 1993 | GT    | Masahiko Kageyama                     | Nissan Skyline GT-R R32 | no se disputó                  | no se disputó                         |                       |
| 1994 | GT1   | Masahiko Kageyama                     | Nissan Skyline GT-R R32 | Calsonic Hoshino Racing        | Nissan Skyline GT-R R32               |                       |
| 1994 | GT2   | Sakae Obata                           | Porsche 964 Carrera RS  | Kegani Racing                  | Porsche 964 Carrera RS                |                       |
| 1995 | GT1   | Masahiko Kageyama                     | Nissan Skyline GT-R R33 | Team Taisan                    | Porsche 911 GT2                       |                       |
| 1995 | GT2   | Kaoru Hoshino Yoshimi Ishibashi       | Nissan Skyline GTS-R    | Calsonic Impul                 | Nissan Skyline GTS-R                  |                       |
| 1996 | GT500 | David Brabham John Nielsen            | McLaren F1 GTR-BMW      | Team Lark                      | McLaren F1 GTR-BMW                    |                       |
| 1996 | GT300 | Keiichi Suzuki Morio Nitta            | Porsche Carrera RSR     | Team Taisan Jr.                | Porsche 964 Carrera RSR               |                       |
| 1997 | GT500 | Pedro de la Rosa Michael Krumm        | Toyota Supra            | Toyota Castrol Team TOM'S      | Toyota Supra                          |                       |
| 1997 | GT300 | Hideo Fukuyama Manabu Orido           | Nissan Silvia S14       | RS-R Racing Team with Bandoh   | Nissan Silvia S14                     |                       |
| 1998 | GT500 | Érik Comas Masami Kageyama            | Nissan Skyline GT-R R33 | Pennzoil NISMO                 | Nissan Skyline GT-R R33               |                       |
| 1998 | GT300 | Keiichi Suzuki Shingo Tachi           | Toyota MR2              | Team Taisan Jr. with Tsuchiya  | Toyota MR2                            |                       |
| 1999 | GT500 | Érik Comas                            | Nissan Skyline GT-R R34 | Toyota Castrol Team TOM'S      | Toyota Supra                          |                       |
| 1999 | GT300 | Morio Nitta                           | Toyota MR2              | Momocorse Racing with Tsuchiya | Toyota MR2                            |                       |
| 2000 | GT500 | Ryo Michigami                         | Honda NSX               | Mugen × Dome Project           | Honda NSX                             |                       |
| 2000 | GT300 | Hideo Fukuyama                        | Porsche 996 GT3R        | Team Taisan Advan              | Porsche 996 GT3R                      |                       |
| 2001 | GT500 | Hironori Takeuchi Yuji Tachikawa      | Toyota Supra            | Nismo Hiroto/Xanavi            | Nissan Skyline GT-R R34               |                       |
| 2001 | GT300 | Nobuyuki Oyagi Takayuki Aoki          | Nissan Silvia S15       | Team Taisan Advan              | Porsche 911 GT3R                      |                       |
| 2002 | GT500 | Juichi Wakisaka Akira Iida            | Toyota Supra            | Mugen × Dome Project           | Honda NSX                             |                       |
| 2002 | GT300 | Morio Nitta Shinichi Takagi           | Toyota MR-S             | Team Taisan Advan              | Porsche 911 GT3R                      |                       |
| 2003 | GT500 | Satoshi Motoyama Michael Krumm        | Nissan Skyline GT-R R34 | Xanavi Nismo                   | Nissan Skyline GT-R R34               |                       |
| 2003 | GT300 | Mitsuhiro Kinoshita Masataka Yanagida | Nissan Fairlady Z Z33   | Team Taisan Advan              | Chrysler Viper GTS-R Porsche 911 GT3R |                       |
| 2004 | GT500 | Satoshi Motoyama Richard Lyons        | Nissan Fairlady Z Z33   | Nismo Xanavi/Motul Pitwork     | Nissan Fairlady Z Z33                 |                       |
| 2004 | GT300 | Tetsuya Yamano Hiroyuki Yagi          | Honda NSX               | M-TEC                          | Honda NSX                             |                       |